# Harie Janssen
Hendrik Peter Mathijs (Harie) Janssen (Stein (Limburg), 6 oktober 1878 – Sittard, 18 februari 1969) was een Nederlands dirigent en organist. Hij was de zoon van de organist Johannes Hubertus Janssen en Maria Catharina Peters. Zijn zoon Mathieu Janssen was ook een bekend dirigent, muziekpedagoog, organist en tubaïst. 

## Levensloop
Janssen kreeg van zijn vader de eerste muzieklessen en volgde hem ook op als organist van de Sint-Martinuskerk in Stein (Limburg). Hij huwde Elisabeth Driessen en de familie woonde op het sjoar te Elsloo (Limburg), op de grens met Stein (Limburg) in een kleine boerderij met café. In 1932 moest deze woning wijken voor het Julianakanaal. 
Op 1 december 1908 werd hij benoemd tot dirigent van de Société St. Martin Fanfare de Stein. Onder zijn leiding kon de fanfare het muzikale niveau handhaven. Op zondag 6 augustus 1911 werd deelgenomen aan het internationaal festival te Mechelen-aan-de-Maas. Op 5 mei 1912 nam de société ook deel aan het grote vaandelfeest te Mechelen-aan-de-Maas. In 1929 werd hij opgevolgd door zijn zoon Mathieu Janssen. Van 1918 tot 1921 was hij ook dirigent van de Fanfare St. Martinus Urmond. 